# Robert Strange (Schauspieler, 1989)
Robert Strange (* 5. Juli 1989; auch als Robert Nairne bekannt) ist ein britisch-neuseeländischer Schauspieler und Puppenspieler.

## Leben
Strange wurde am 5. Juli 1989 in Großbritannien geboren. Erste schauspielerischen Tätigkeiten erhielt er ab Mitte der 2010er Jahre. 2014 stellte er in vier Episoden der Fernsehserie Penny Dreadful einen Vampir dar. Ab 2015 war er bis einschließlich 2019 als Puppenspieler in den Blockbustern Star Wars: Das Erwachen der Macht, Rogue One: A Star Wars Story, Star Wars: Die letzten Jedi, Solo: A Star Wars Story und Star Wars: Der Aufstieg Skywalkers tätig. 2020 spielte er im Horrorfilm Boys from County Hell die Rolle des Vampirs Abhartach. Seit 2022 wirkt er in der Fernsehserie Der Herr der Ringe: Die Ringe der Macht in unterschiedlichen Rollen mit. So war er in der zweiten Staffel der Serie unter anderen in sechs Episoden in der Rolle des Orkanführers Glûg zu sehen.

## Filmografie (Auswahl)

### Schauspiel
- 2014: The Nightman of Nevermoor
- 2014: Penny Dreadful (Fernsehserie, 4 Episoden)
- 2015: Interlude (Kurzfilm)
- 2015: Howl – Endstation Vollmond (Howl)
- 2015: Londongrad (Fernsehserie, Episode 1x02)
- 2015: Star Wars: Das Erwachen der Macht (Star Wars: The Force Awakens)
- 2016: Red Dwarf (Fernsehserie, Episode 11x05)
- 2016: The Crown (Fernsehserie, 2 Episoden)
- 2016: Rogue One: A Star Wars Story
- 2016: Lamb’s Damnation (Kurzfilm)
- 2017: Das Geheimnis von Marrowbone (Marrowbone)
- 2017: Zapped (Fernsehserie, Episode 2x02)
- 2017: Biopunk (Kurzfilm)
- 2019: Recuerdos de invierno (Kurzfilm)
- 2019: Survive the Night (Fernsehserie, Episode 1x01)
- 2019: Millennium Falcon: Smugglers Run
- 2019: Cubicle (Kurzfilm)
- 2019: In the Trap – Don’t let Evil In (In the Trap)
- 2019: Jack in the Box – Es lebt (The Jack in the Box)
- 2020: Boys from County Hell
- 2020: Vampire Virus
- 2020: Keratin (Kurzfilm)
- 2022: The Flatshare (Fernsehserie, Episode 1x04)
- seit 2022: Der Herr der Ringe: Die Ringe der Macht (The Lord of the Rings: The Rings of Power, Fernsehserie, verschiedene Rollen)
- 2023: The Winter King (Fernsehserie, Episode 1x10)
- 2023–2024: Doctor Who (Fernsehserie, 2 Episoden, verschiedene Rollen)
- 2025: Das Rad der Zeit (Fernsehserie, Episode 3x08)

### Puppenspiel
- 2015: Star Wars: Das Erwachen der Macht (Star Wars: The Force Awakens)
- 2016: Rogue One: A Star Wars Story
- 2017: Star Wars: Die letzten Jedi (Star Wars: The Last Jedi)
- 2018: Solo: A Star Wars Story
- 2019: Star Wars: Der Aufstieg Skywalkers (Star Wars: The Rise of Skywalker)